# فین تیسن
فین ویلهلم تیسن (به دانمارکی: Finn Vilhelm Thiesen)، معروف به فین تیسن (زادهٔ ۴ اوت ۱۹۴۱ در شمال کپنهاگ)، ایران‌شناس دانمارکیِ مقیم نروژ است.
او با بسیاری از زبان‌های هندواروپایی زنده و کهن آشناست و بیش از ۲۰ زبان را به‌خوبی می‌شناسد؛ ازجمله، افزون بر زبان مادری (دانمارکی)، زبان‌های انگلیسی، فرانسوی، آلمانی، لاتین، یونانی کهن، سانسکریت، نروژی، سوئدی، اوستایی، فارسی باستان، پهلوی، فارسی، اردو، پنجابی، کُردی، ترکی استانبولی، تامیلی و تِلوگو را به‌خوبی می‌شناسد. با زبان‌های لیتوانیایی، ارمنی، عبری کهن، روسی، لهستانی و چندین زبان دیگر نیز آشنایی نسبی دارد.
تیسن سال‌ها در ترکیه، ایران، پاکستان، و هندوستان اقامت داشته و در دانشگاههای این کشورها به پژوهش، تحصیل، و تدریس مشغول بوده است. در سال ۱۹۷۰ و نیز در سال‌های ۱۹۷۷ تا ۱۹۷۹ (۱۳۵۶–۱۳۵۸) و نیز ۱۹۸۸ تا ۱۹۸۹ (۱۳۶۷–۱۳۶۸) و ۱۹۹۵ (۱۳۷۴) در ایران بوده است.
تیسن، از جوانی، مطالعات خود را بر زبان‌شناسی، عروض، و ریشه‌شناسی زبان‌های هندواروپایی متمرکز کرده است. او در چندین سال اخیر، بیشترِ وقت خود را معطوف به تحقیق دربارهٔ حافظ کرده است.

## زندگی
فین ویلهلم تیسن در ۴ اوت ۱۹۴۱ (برابر با ۱۳ مرداد ۱۳۲۰) در شمال کپنهاگ زاده شد. پدرش فرِدِریک ویلهلم تیسن دبیر ریاضیات بود، و چون به زبان لاتین علاقهٔ فراوان داشت، فین را در کودکیِ او با این زبان آشنا کرد. تیسن در دبیرستان به تحصیل رشتهٔ زبان‌های لاتین و یونانی کهن پرداخت. تا حدود ۱۶سالگی علاقهٔ چندانی به ادامه تحصیل در این رشته نداشت، اما بیشتر با تشویق‌های پدر سرانجام در سال ۱۹۶۱ دوران سه‌سالهٔ پایانیِ دبیرستان را با نتایجی درخشان سپری کرد.

پس از گرفتن دیپلم، با سرمایه‌ای که از راه کار در ادارهٔ پُست اندوخته بود، از طریق ایران و افغانستان و پاکستان راهی هندوستان شد و با وجود مخالفت اطرافیان، تا سال ۱۹۶۴ در آن دیار ماند. با شور و علاقهٔ بسیار، در روستاهای دورافتاده و جای‌های مختلفِ هند با آداب‌ورسوم و روحیات مردم آن دیار آشنایی یافت و در مدت سی ماه در شهر بنارس (و دانشگاه آن) موفق شد زبان هندی و چند زبان دیگر مانند تامیلی و سانسکریت و تِلوگو را بیاموزد. علاقهٔ بسیاری به یادگیری زبان و کارکردهای آن داشت، و چون هندشناسی را محدود می‌دانست، به مطالعهٔ دستور تطبیقیِ زبان‌های هندواروپایی روی آورد. در دانمارک، مقدمات را نزد کای بار فراگرفت. چندی نیز پیش لوئیس یِلْمْسْلِف، زبان‌شناس نامدار، شاگردی کرد.
تیسن می‌گوید تمدن یا فرهنگ هندی معاصر، ترکیبی‌ست از فرهنگ انگلیسی و فرهنگ ایرانی. همین امر، انگیزه‌ای بود برای آموختن فارسی، و این علاقه آرام‌آرام در او نیرو گرفت. به ترکی بسیار علاقه‌مند بود، و در سال ۱۹۶۷ برای آموزش ترکی استانبولی، از دولت ترکیه بورس گرفت. او یک سال در دانشگاه آنکارا تحصیل کرد. تیسن تقریباً هر روز صبح نیز، نزد یکی از حافظانِ روشن‌دل، دو ساعت قرآن می‌خواند، و آن، تمرین مفیدی بود برای آشنایی وی با خط عربی و نیز تجوید.
تیسن تحصیل مدرسه‌ایِ هندی در بنارس و ترکی در آنکارا را چندان رضایت‌بخش و کافی نمی‌دانست (و اکنون هم معتقد است که کمک زیادی به یادگیری او نکرده است.
پس از اقامت در ترکیه و فراگیری زبان ترکی استانبولی و عربی معیار، خود را برای سفری سه‌ماهه به ایران (با هزینهٔ دانشگاه کپنهاگ) آماده کرد. در سال تحصیلی ۱۹۶۸–۱۹۶۹ (۱۳۴۷–۱۳۴۸)، به وی بورس تحصیلی مدرسان خارجی داده شد. او در دانشگاه تهران زیرنظر استادانی چون جلال‌الدین همایی، صادق کیا و جمال رضایی، دورهٔ سه‌ماههٔ آموزش مقدماتی فارسی را به پایان رساند.
سپس، بار دیگر به هند رفت و نزد یکی از علمای سنتی، این بار با جدیتی تمام، سانسکریت را فراگرفت و در سال ۱۹۷۲ به دانمارک بازگشت.
تیسن مقدمات زبان اردو نیز در طی سالیانِ پیش از آن، به‌طور پراکنده آموخت. پس از بازگشت، در دانمارک، موفق به دریافت درجهٔ کارشناسی ارشد دستور تطبیقی هندواروپایی شد. زبان بنگالی را هم در دانمارک، نزد یک بنگلادشی فراگرفت و سپس در علیگره هند به مدت سه ماه به مطالعهٔ زبان اردو پرداخت. پس از آن، تدریس زبان اردو را نیز آغاز کرد.
از ۱۹۷۷ تا ۱۹۷۹ به مدت سی ماه، در یک فرصت مطالعاتی، کار تألیف کتابی دربارهٔ وزن شعر کلاسیک فارسی، اردو، ترکیِ دورهٔ قراخانیان (آل افراسیاب) (از دوره‌های زبان ترکی که یک زبان ترکی شرقی است و سابقاً در سین‌کیانگ چین، حوالی کاشغر، بدان تکلم می‌کرده‌اند) و زبان ترکی عثمانی را، که پیشتر آغاز کرده بود، ادامه داد.

## آثار و پژوهش‌ها
معروف‌ترین اثر تیسن کتابی است بسیار دقیق که از نظر آموزشی و پژوهشی قابل توجه است. موضوع این اثر، وزن شعر زبان‌های فارسی، اردو، ترکی عثمانی، و ترکیِ دورهٔ قراخانیان است:
Thiesen, Finn, A Manual of Classical Persian Prosody (with chapters on Urdu, Karakhanidic, and Ottoman prosody), Belgium, Wiesbaden, 1982
پس از چاپ کتاب عروضش دانشگاه اسلو (بلینْدرن، نروژ، دانشکدهٔ مطالعات فرهنگی و زبان‌های شرقی) وی را برای تدریس اردو دعوت کرد، و با ورود او به دانشگاه، دورهٔ تدریس زبان اردو گشایش یافت. در سال ۱۹۸۴، بار دیگر عزم سفر کرد و این بار کراچی با جدیت بیشتر به تحصیل زبان و ادبیات اردو پرداخت و تا ۱۹۸۵ در آنجا ماند.
از ۱۹۸۸ تا ۱۹۸۹ (۱۳۶۷–۱۳۶۸) شش ماه در ایران زندگی کرد و در برخی از کلاس‌های رشتهٔ زبان و ادبیات فارسیِ دانشگاه تهران، به‌ویژه درس‌های نظامی گنجوی و حافظ، حضور یافت. پس از بازگشت به نروژ، مطالعات خود را به‌طور جدی‌تر دربارهٔ عروض و قافیهٔ غزل‌های حافظ آغاز کرد.
تیسن در حدود سال ۱۹۹۱ دورهٔ تدریس زبان و ادبیات فارسی را در دانشگاه اسلو بنیاد نهاد. او از همان سال تا ۲۰۰۸ در همان دانشگاه به تدریسِ زبان و ادبیات فارسی و چند زبانِ دیگر اشتغال داشت. حافظ و دستور زبان فارسی جزو درس‌های اصلیِ موردعلاقهٔ تیسن بود. اردو و یکی ـ دو زبان دیگر را نیز به‌طور پراکنده و نیمه‌خصوصی در همان دانشگاه تدریس می‌کرد.
وی اکنون در مدرسهٔ نظامیِ وزارت دفاعِ نروژ، سرگرم آموزش پشتو است.
تیسن پژوهش‌هایی نیز دربارهٔ ریشه‌شناسی زبان‌های هندواروپایی انجام داده است. حاصل بعضی از این پژوهش‌ها را در قالب مقاله انتشار داده است. همچنین، با گرهارد دورفر، متخصص ریشه‌شناسی زبان‌های ترکی و مغولی، همکاری کرده و نام و پیشنهادهای ریشه‌شناختی‌اش را در اثر معروف دورفر ــ که به زبان آلمانی نوشته است ــ نیز می‌توان یافت. تیسن بیشترِ مقاله‌هایش را به زبان‌های انگلیسی، فرانسه، دانمارکی و نروژی نوشته است.

### فهرست برگزیدهٔ آثار دیگرِ او
- Eleven Etymologies, Languages of Iran: Past and Present, Wiesbaden, 2006.
- On the Meaning of the Terms zahed and zohd in Divan-e Hafez, Haptacahaptaitis Festschrift for Fridrik Thordarson on the occasion of his 77th birthday, Oslo, 2005.
- Un texte intraduisible, le cas Hafez, Forum–Presses De La Sorbonne Nouvelle & Korean Society of Conference Interpretation, 2004, 2:2.
- Fra vinhus og moské, Rumi, Hafez og andre persiske diktere, gjendiktet fra persisk av F. Thiesen og E. Kittelsen, Oslo, 2003.
- Pseudo-Hafez: A reading of Wilberforce-Clarke's rendering of Divan-e Hafez, Orientalia Suecana, 2003, LI-LII.

در معدودی از منابعِ فارسی، نام خانوادگی او، به‌اشتباه، به‌صورت «تیزن*» ذکر شده است.